# 莱昂·费夫雷斯-科尔德罗
莱昂·埃斯特班·费夫雷斯-科尔德罗·里瓦德内拉（西班牙語：LLeón Esteban Febres-Cordero Ribadeneyra；1931年3月9日—2008年12月15日），於1984至1988年間出任厄瓜多爾總統，以努力制止在厄瓜多尔的恐怖主義活動最為著名。
费夫雷斯-科尔德罗政府大力提倡的经济自由主义政策。起初经济达到改善，但地震和国际石油价格陷落在政府的任期结束时带来了巨大的经济贫困。还有几位部长，他们被指控贪污。
费夫雷斯-科尔德罗面对空军将军弗兰克·巴尔加斯的军事叛乱，企图政变者被逮捕后由国民议会赦免。
1992至2000年間他当选两任瓜亚基尔市长，並领导中间偏右政党基督教社会党。
2008年12月15日下午4时30分，身為吸菸者的费夫雷斯，因肺癌與肺氣腫死於瓜亞基爾，享年77歲。